# Disney’s Action Game Featuring Hercules
«Геркулес. Новые подвиги» (англ. Disney's Action Game Featuring Hercules) — видеоигра, разработанная для PlayStation, PC и Game Boy и выпущенная в 1997 году компанией «Disney Interactive Software» одновременно с выходом мультфильма «Геркулес».

## Сюжет
Игра следует сюжету одноимённого мультфильма: Геркулес — сын Зевса, должен доказать, что он истинный герой, чтобы получить бессмертие и присоединиться к своей семье на горе Олимп. Для этого он должен совершить несколько подвигов и победить злодеев, в конце лицом к лицу встретившись со своим дядей, повелителем подземного мира, богом Аидом, ответственным за то, что после рождения Геркулес потерял своё бессмертие.

## Геймплей
Большая часть игры проходит в двух измерениях, хотя в некоторых миссиях игрок может подниматься по лестницам и наклонным плоскостям. Игра состоит из 10 уровней, имеет опции выбора сложности:
1. Начинающий (англ. Beginner)
2. Средний (англ. Medium)
3. «Геркулесовый», то есть сложный (англ. Herculean)

Последние два уровня работают только при втором и третьем вариантах. Кроме того, в игре присутствует три уровня, где у игрока нет возможности остановиться или нанести удар, при этом герой должен избегать столкновения с другими персонажами и объектами. Количество жизненной энергии показано в верхнем левом углу (на «скоростных уровнях» — в нижнем левом). Объём возможной энергии можно пополнять, подбирая фигурки Геркулеса, сама энергия пополняется за счёт найденных кружек с энергетическим напитком.
На большинстве уровней спрятаны послания с буквами: если собрать их все, то получится надпись «HERCULES» — благодаря ей игрок сможет начать игру со следующего уровня, а не с начала всей игры. Также в игре спрятаны 4 вазы — они дают игроку секретный пароль к данному уровню, чтобы начать игру с места, где была найдена ваза.

## Технические параметры
Версия для компьютера была выпущена в 1997 году для Windows 95. Кроме того, игра запускается и на Windows XP, но в некоторых случаях игра запускается с низким разрешением — 480x360 или 640x480 из-за отсутствия полно-экранной поддержки. Графика игры в PlayStation немного лучше, чем в версии для PC, добавлены улучшенные световые и цветовые эффекты, в частности на уровне в логове Медузы, а также эффект растворения и моделирование объектов — все эти эффекты отсутствуют в версии для домашнего компьютера, так как он работает с разрешением в 256 цветов. Однако версия для приставки работает гораздо медленнее, чем компьютерная, и требует больше времени для загрузки уровня.

## Системные требования
- Windows XP SP2[2].
- Pentium III 700 МГц.
- 128 Мб оперативной памяти.
- 370 Мб свободного места на жестком диске.
- DirectX 9.0 - совместимая видеокарта с памятью 16 Мб.
- DirectX - совместимая звуковая карта 16 бит.
- DirectX 9.0c.
- 8-ми скоростное устройство для чтения компакт-дисков.
- Клавиатура.
- Мышь.

## Оценки
| Русскоязычные издания | Русскоязычные издания |
| Издание               | Оценка                |
| --------------------- | --------------------- |
| «Игромания»           | [ 3 ]                 |